# سهول بني هاشم (الجميمة)

تعديل مصدري - تعديل

سهول بني هاشم هي إحدى قرى عزلة ظهاى بمديرية الجميمة التابعة لمحافظة حجة، بلغ تعداد سكانها 21 نسمة حسب تعداد اليمن لعام 2004.